# Die Anwältin (Film)
Die Anwältin ist ein US-amerikanischer Kriminalfilm im Stile eines Whodunit aus dem Jahr 1989. Regie führte Michael Crichton. Die Hauptrollen spielen Burt Reynolds, Theresa Russell, Ned Beatty und Kay Lenz.

## Handlung
Ein Selbstmörder entdeckt unter der Tobin Bridge die Leiche des Nachtclubbesitzers Jake Farley. In der Wohnung des ehemaligen Polizisten Joe Paris werden ein blutiges Hemd und die Mordwaffe mit Joes Blutgruppe gefunden. Die ehrgeizige junge Anwältin Jennifer Hudson übernimmt den Fall als Pflichtverteidigerin.
Der Barkeeper Lou will Paris ein Alibi geben. Hudson lässt ihn allerdings wieder von der Zeugenliste streichen, da sie vermutet, dass er Joe das Alibi aus Gefälligkeit geben will. Der Polizist Strickler bietet Joe seine Hilfe an. Joe sucht Harry Norton, den er vor Jahren wegen eines Mordkomplotts vor Gericht gebracht hatte und der inzwischen aus dem Gefängnis entlassen wurde, Hudson findet allerdings keine Verbindung zwischen Norton und Farley.
Farleys Nachtclub wird von seinem Sohn Matt übernommen, der Joe vor Gericht mit Tonbandaufnahmen belastet, auf denen Farley seine Gespräche aufgenommen und verschiedene Personen damit erpresste hatte. Die Polizei kann die Bänder allerdings nicht finden. Strickler kann einen Teil der Tonbänder stehlen, mit denen Farley auch ihn erpresste.
Deborah Quinn erzählt Hudson, dass Joe in der Tatnacht bei ihr war. Als Frau des Gangsters Vincent Quinn hatte sie versucht, in Farleys Nachtclub einen Auftragsmord an ihrem gewalttätigen Mann in Auftrag zu geben. Als Farley sie damit erpressen wollte, hatte Joe sie beschützt und die beiden hatten ein Verhältnis. Als Deborah ihr Alibi für Joe in der Verhandlung wiederholen will, erscheint ihr Mann im Gerichtssaal und sie widerruft ihre Aussage.
Der Strafgefangene Tony Sklar bietet Hudson im Gegenzug für Hafterleichterungen Informationen an. Nachdem Norton seinerzeit ins Gefängnis gekommen war, heiratete Farley Nortons Freundin Celeste. Norton engagierte Sklar, Farley und Celeste zu töten. Bevor er seine Aussage zu Protokoll geben kann, wird er jedoch im Gefängniskrankenhaus getötet. Hudson und Paris spielen den verschiedenen Verdächtigen vor, Sklar hätte den Anschlag überlebt. Harry Norton, in Polizeiuniform verkleidet, tötet Deborah Quinn und ihren Mann sowie zwei Streifenpolizisten vor Joes Wohnung. Als Joe ihn verfolgt, kommt Strickler hinzu, um Joe zu helfen, wird von Norton allerdings ebenfalls getötet. Joe wird angeschossen. Hudson kann Norton nach einem Kampf schließlich erschießen.

## Produktion
Der Film wurde gedreht in Boston, Toronto und Montreal.

## Kritik
Kino.de schreibt: 

„Spannender und routiniert inszenierter Gerichtsfilm-Krimi von Michael Crichton (‚Runaway – Spinnen des Todes‘) mit Starbesetzung. Burt Reynolds als maulfaules Rauhbein agiert so überzeugend wie schon lange nicht mehr. Die schöne und talentierte Theresa Russell (‚Die schwarze Witwe‘) begnügt sich diesmal mit durchschnittlicher Leistung und ist trotzdem großartig. Zwischen beiden steht Charakterstar Ned Beatty (‚Das vierte Protokoll‘), der den Staatsanwalt porträtiert.“

## Deutsche Synchronfassung
| Darsteller      | Deutscher Sprecher  | Rolle         |
| --------------- | ------------------- | ------------- |
| Burt Reynolds   | Norbert Langer      | Joe Paris     |
| Theresa Russell | Christina Hoeltel   | Jenny Hudson  |
| Ned Beatty      | Gerd Duwner         | James Nicks   |
| Kay Lenz        | Heike Schroetter    | Deborah Quinn |
| Ted McGinley    | Rüdiger Joswig      | Kyle          |
| Tom O’Brien     | Charles Rettinghaus | Matt Farley   |
| Kenneth Welsh   | Kurt Goldstein      | Harry Norton  |
| Ray Baker       | Helmut Gauß         | Strickler     |